# Lăng mộ

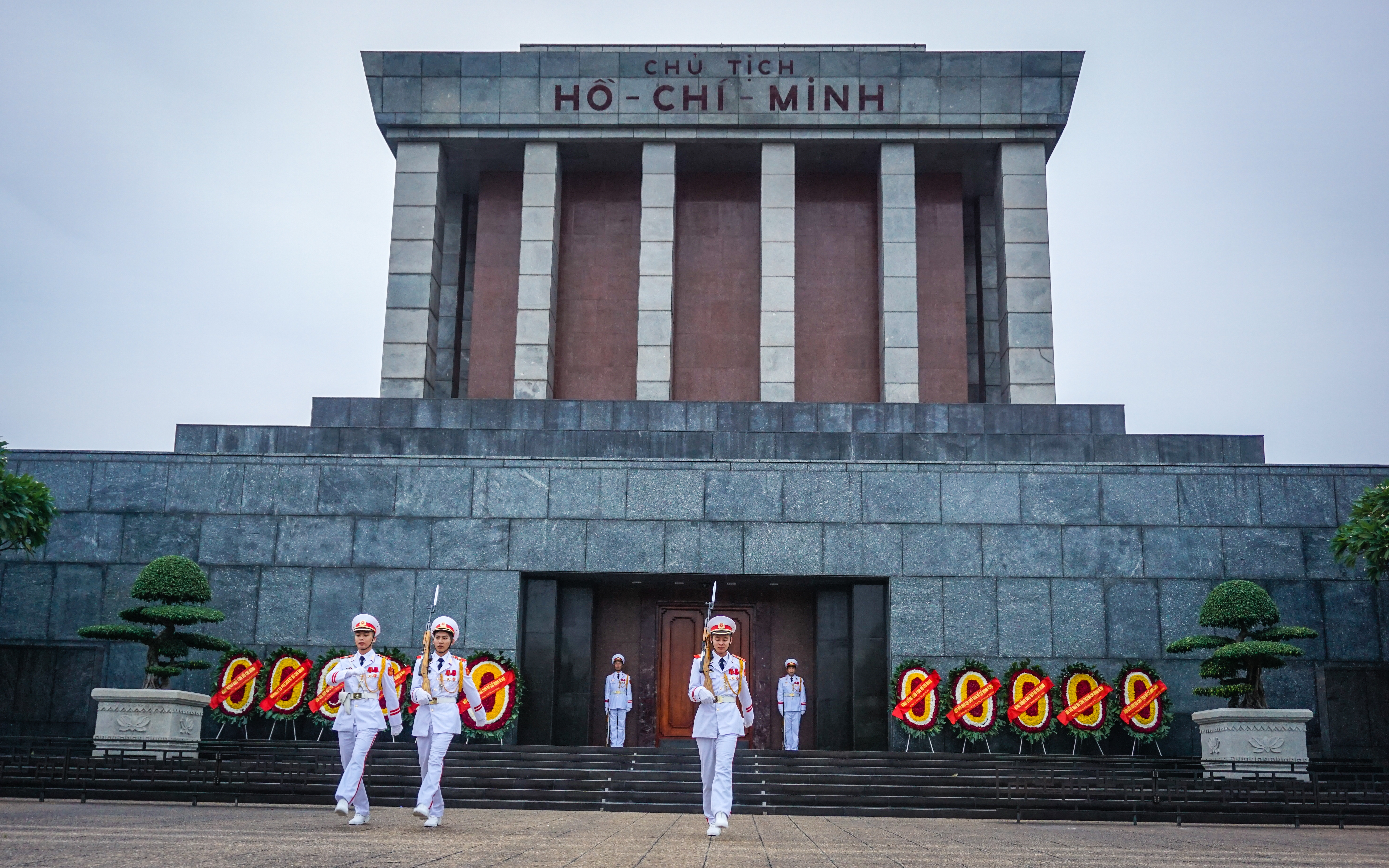
Lăng Chủ tịch Hồ Chí Minh

Lăng mộ (hay còn gọi là lăng tẩm, lăng) là một công trình kiến trúc ngoài trời được xây dựng bao quanh nơi chôn cất người chết. Một di tích không được an táng gọi là mộ bia. Lăng mộ có thể được xem là một dạng của mộ, mộ có thể chứa bên trong lăng mộ. Lăng mộ Kitô giáo đôi khi chứa một nhà thờ nhỏ.

## Tổng quan
Trong lịch sử, lăng mộ thường là những công trình lớn và ấn tượng dành cho một nhà lãnh đạo quá cố hoặc người quan trọng khác. Tuy nhiên, lăng mộ nhỏ nhanh chóng trở thành phổ biến với các quý tộc và quý tộc ở nhiều nước. Trong đế chế La Mã, những lăng mộ này thường dao động trong các khu đông dân cư hoặc dọc theo lề đường: Via Appia Antica giữ lại những tàn tích của nhiều lăng mộ cá nhân dài hàng dặm bên ngoài Rome. Tuy nhiên, khi Kitô giáo trở nên thống trị, lăng mộ đã không còn được sử dụng.
Sau đó, lăng mộ trở nên đặc biệt phổ biến ở châu Âu và các thuộc địa của nó trong thời kỳ đầu hiện đại và hiện đại. Một lăng mộ duy nhất có thể được niêm phong vĩnh viễn. Một lăng mộ bao quanh một phòng chôn cất hoàn toàn trên mặt đất hoặc trong một hầm chôn cất bên dưới kiến trúc thượng tầng. Chúng có thể chứa một hoặc nhiều xác, có thể trong quách hoặc các hốc xen kẽ. Lăng mộ hiện đại cũng có thể hoạt động như columbarium (một loại lăng mộ cho hài cốt hỏa táng) với các hốc chứa nước khác. Lăng mộ có thể được đặt trong một nghĩa trang, sân nhà thờ hoặc trên đất tư nhân.
Ở Hoa Kỳ, thuật ngữ này có thể được sử dụng cho một hầm chôn cất bên dưới một cơ sở lớn hơn, chẳng hạn như một nhà thờ. Nhà thờ Đức Mẹ Thiên thần ở Los Angeles, California, chẳng hạn, có 6.000 không gian riêng biệt và phòng chứa đồ dùng để giao thoa ở tầng dưới của tòa nhà. Nó được gọi là "lăng mộ tiền điện tử". Ở châu Âu, những hầm ngầm này đôi khi được gọi là hầm mộ (crypt/catacomb).

## Một số lăng mộ nổi bật

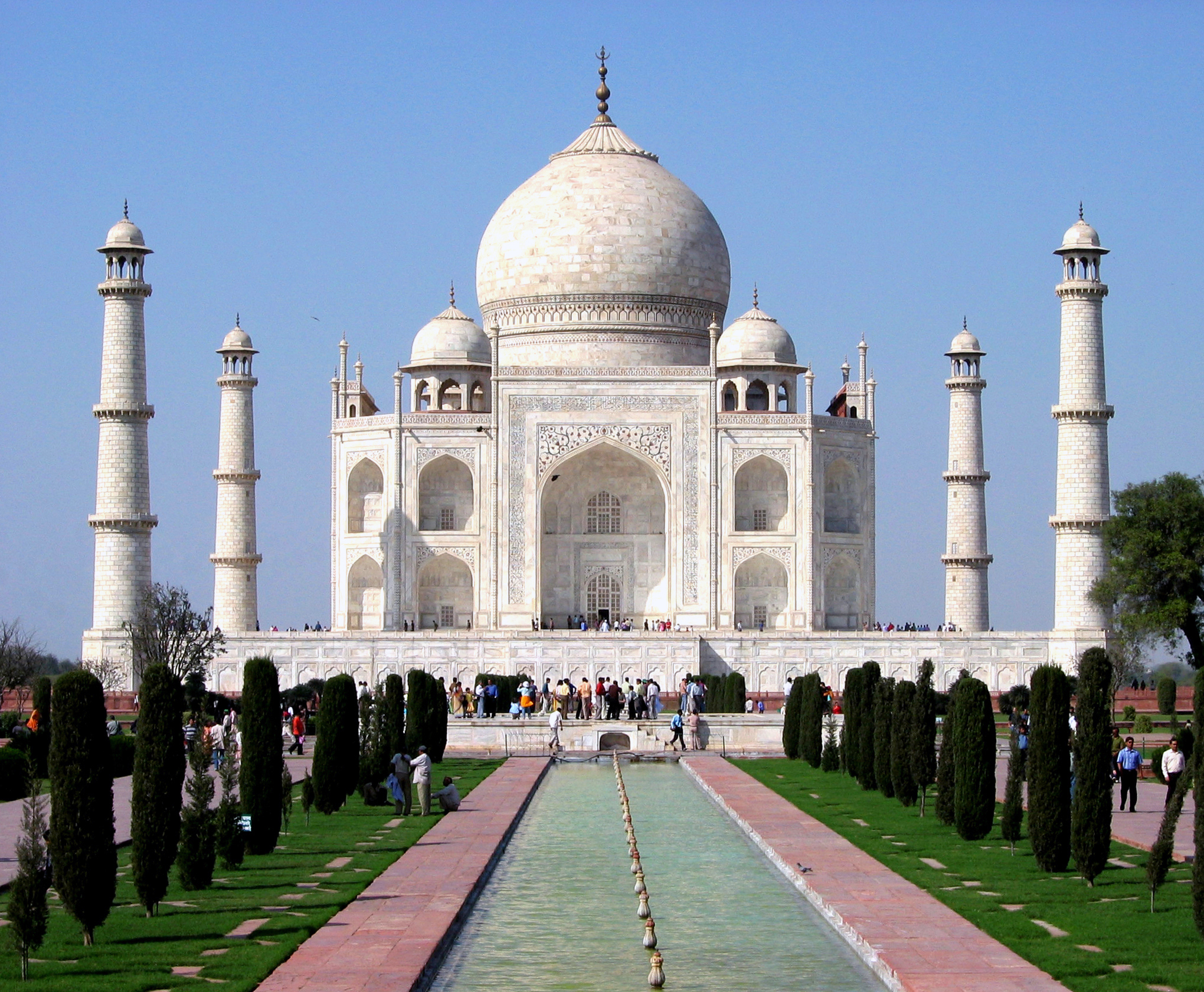
Taj Mahal, ở Agra, Ấn Độ là lăng mộ nổi tiếng nhất và được chụp ảnh nhiều nhất thế giới.

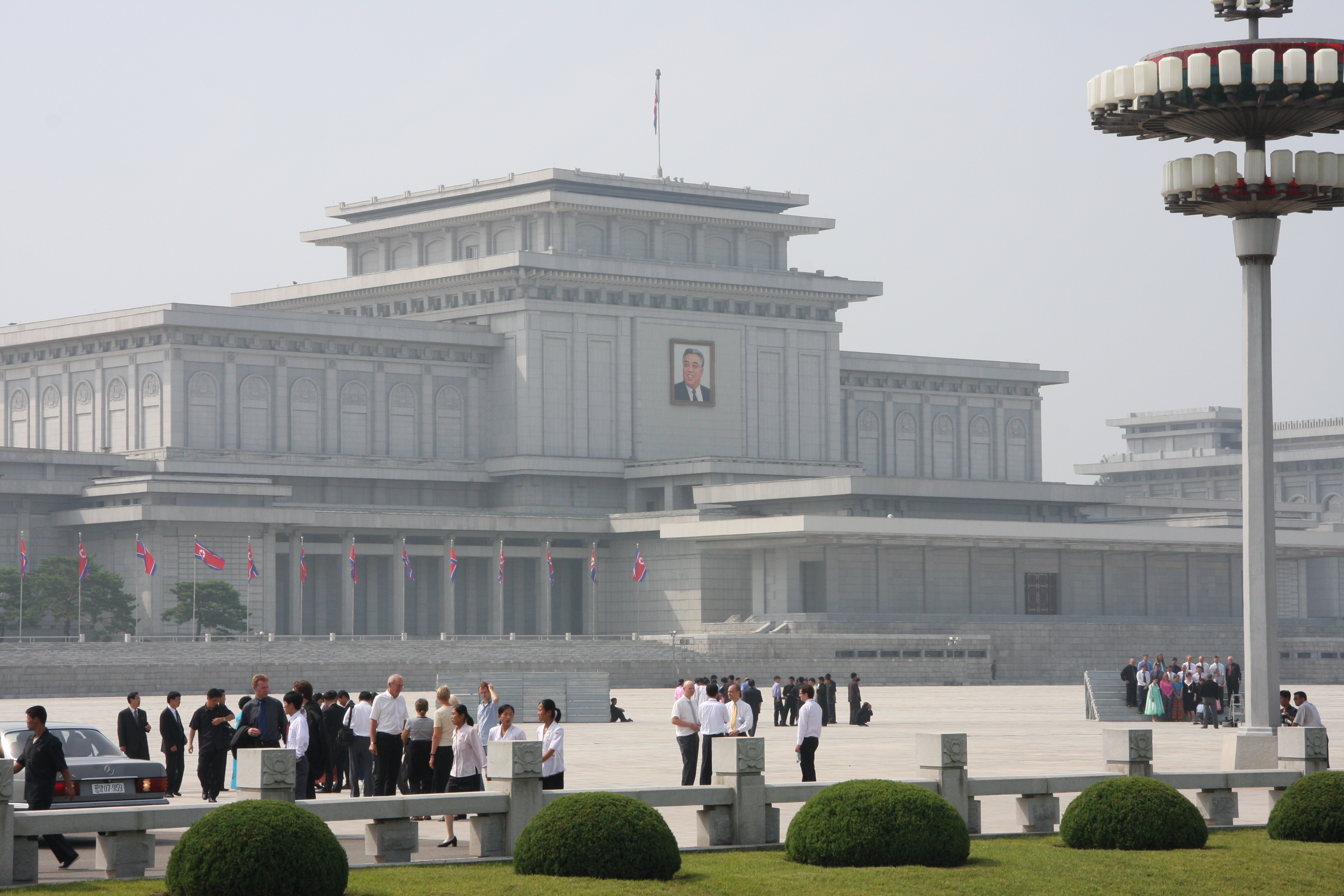
Cung điện mặt trời Kumsusan, lăng mộ của Kim Il-sung và Kim Jong-il ở Bình Nhưỡng, Triều Tiên.

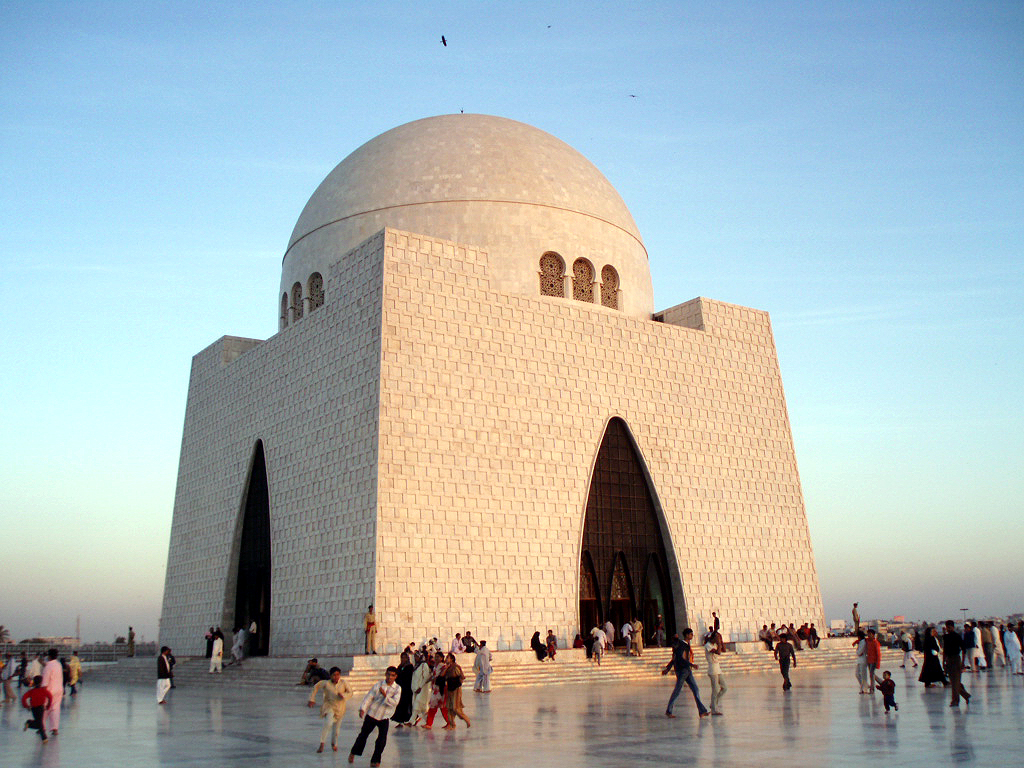
Lăng Muhammad Ali Jinnah ở thành phố Karachi, Pakistan.

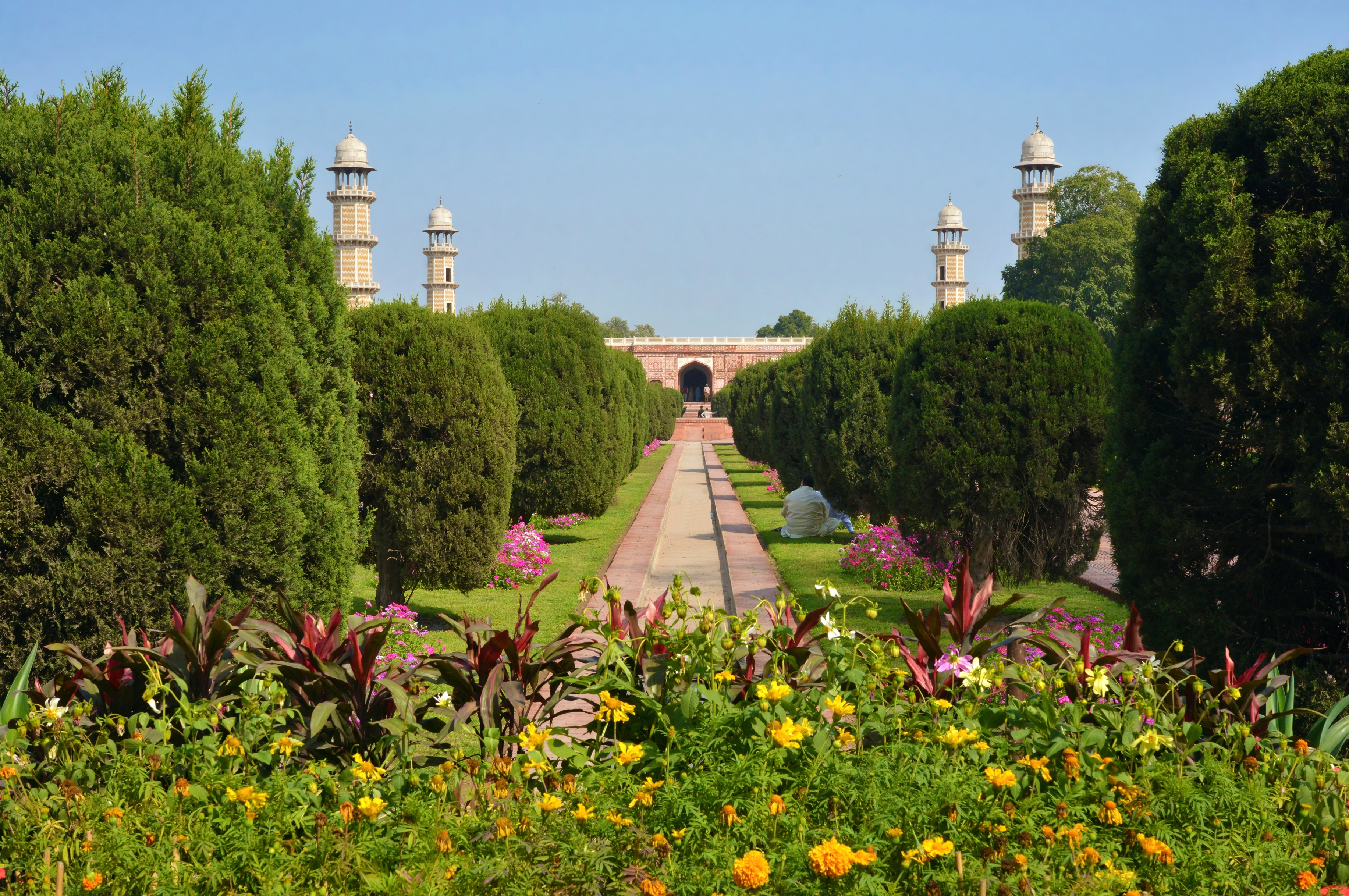
Khung cảnh bên ngoài của Lăng Hoàng đế Jahangir, nằm ở Punjab, Pakistan

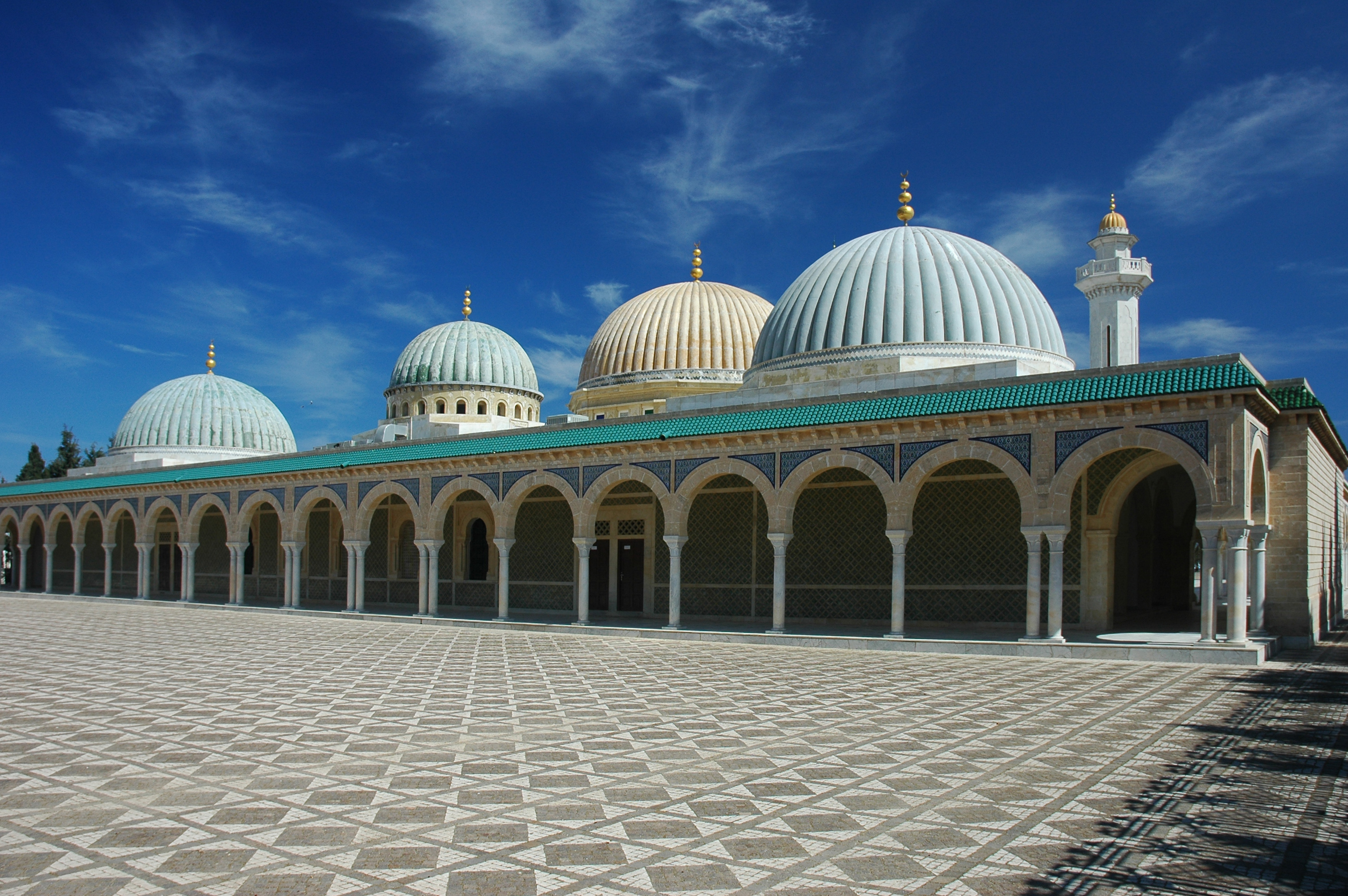
Lăng mộ của Habib Bourguiba ở Monastir, Tunisia.

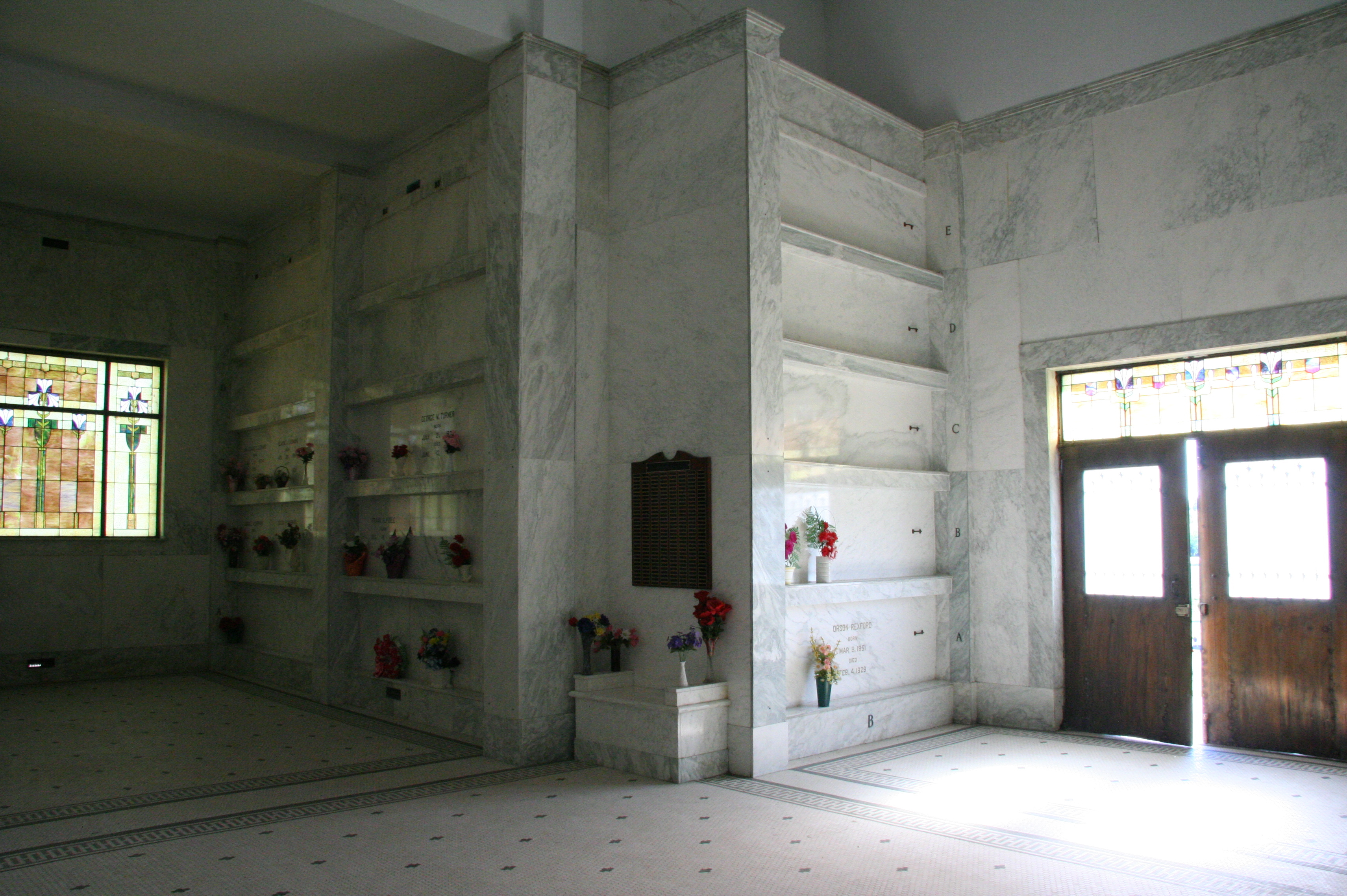
Nội thất của Lăng Spring Valley ở Minnesota, được liệt kê trên Sổ đăng ký Địa danh Lịch sử Quốc gia.

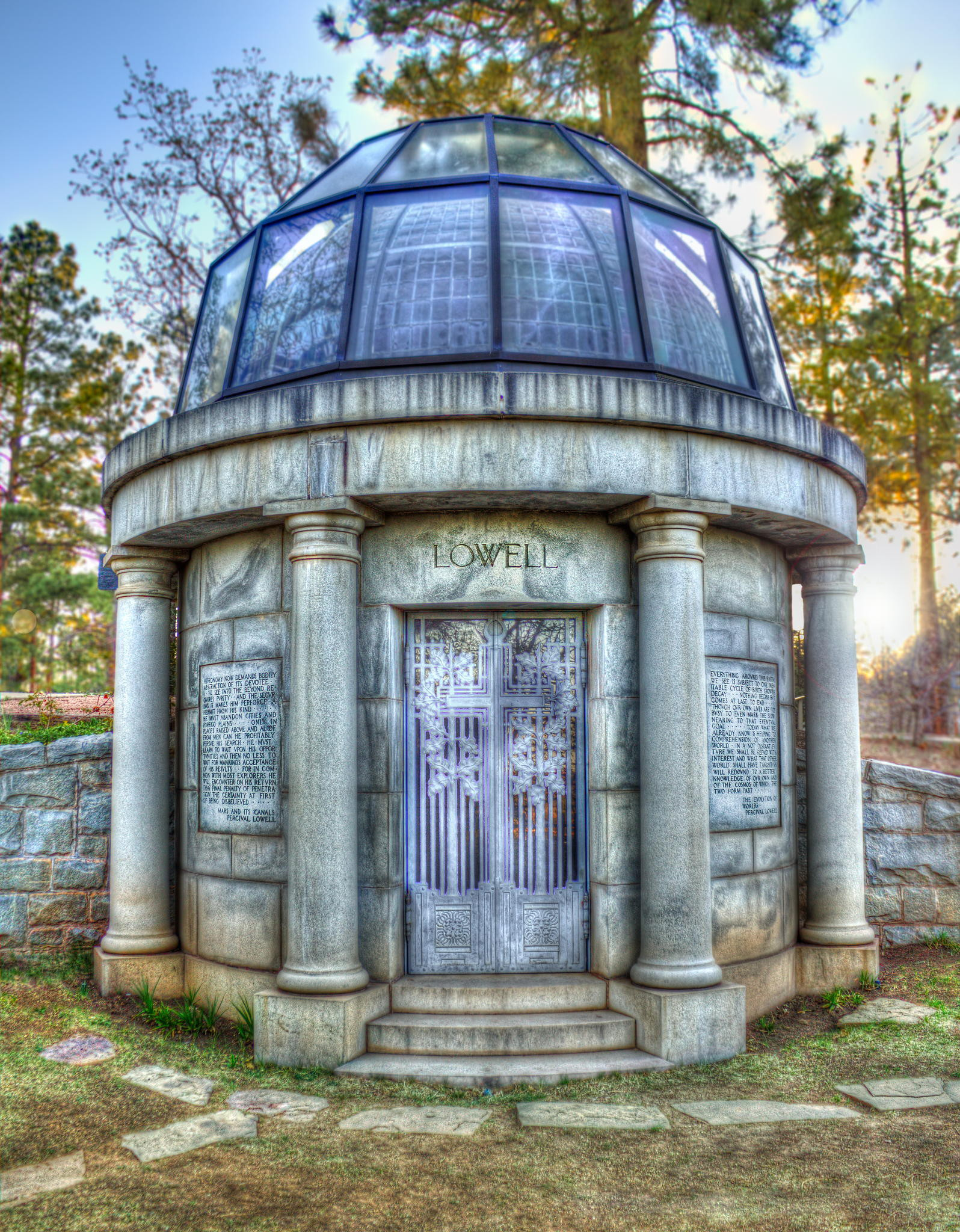
Percival Lowell - Lăng 2013 tại Đài thiên văn Lowell ở Flagstaff, Arizona.

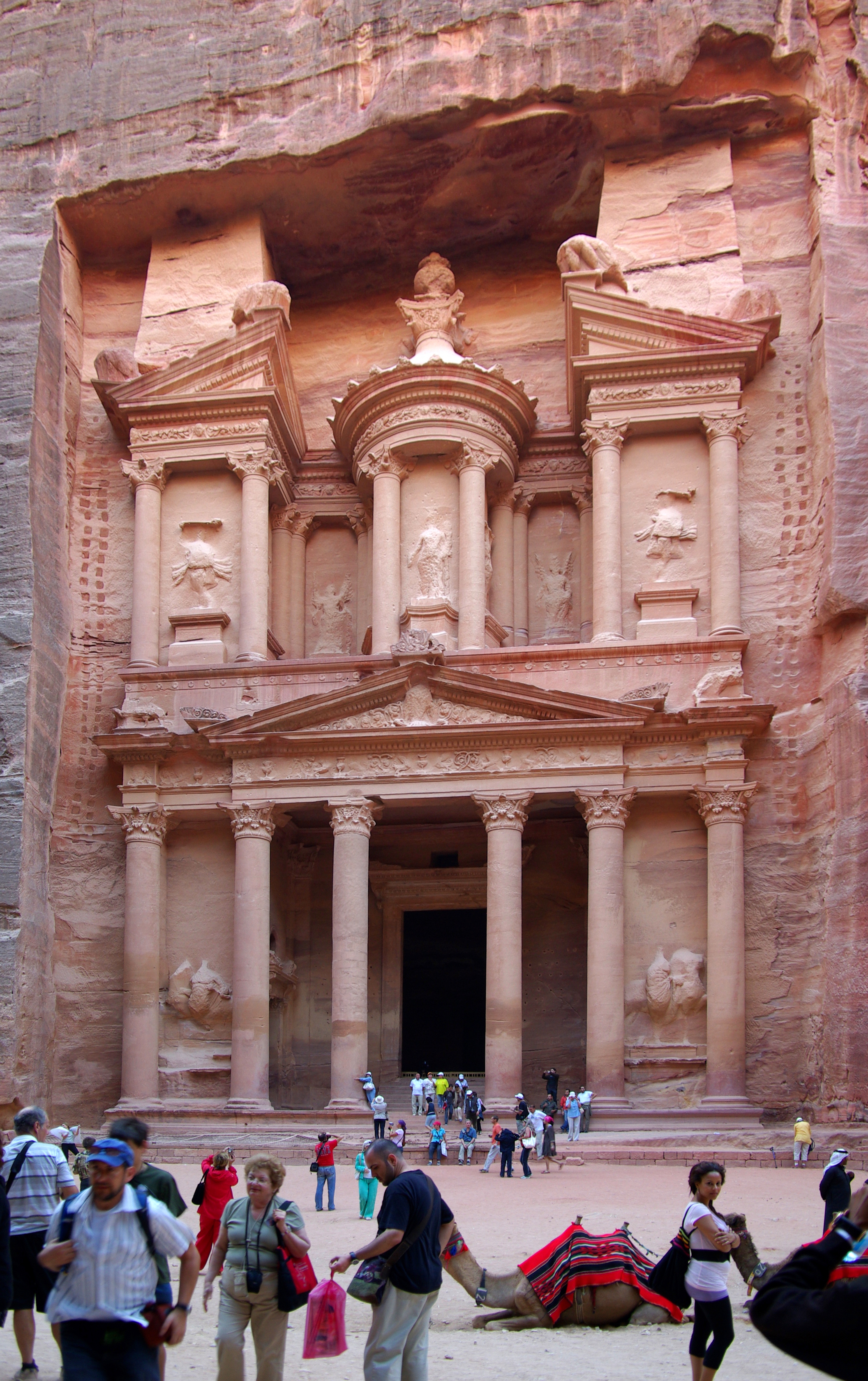
Khazneh tại Petra, được cho là lăng mộ của vua Nabataean Aretas IV.

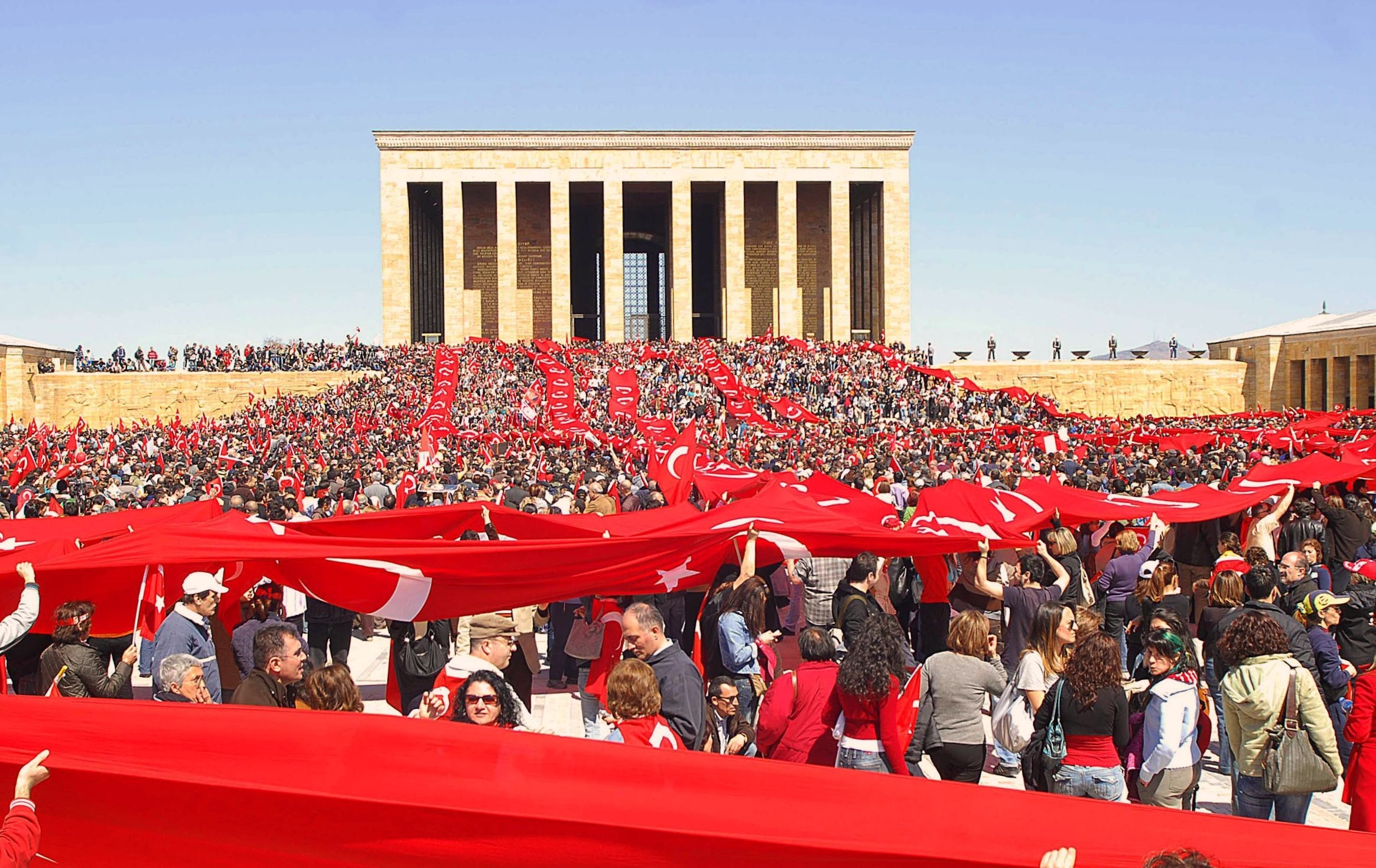
Anitkabir, lăng mộ của Mustafa Kemal Atatürk ở Ankara, Thổ Nhĩ Kỳ.

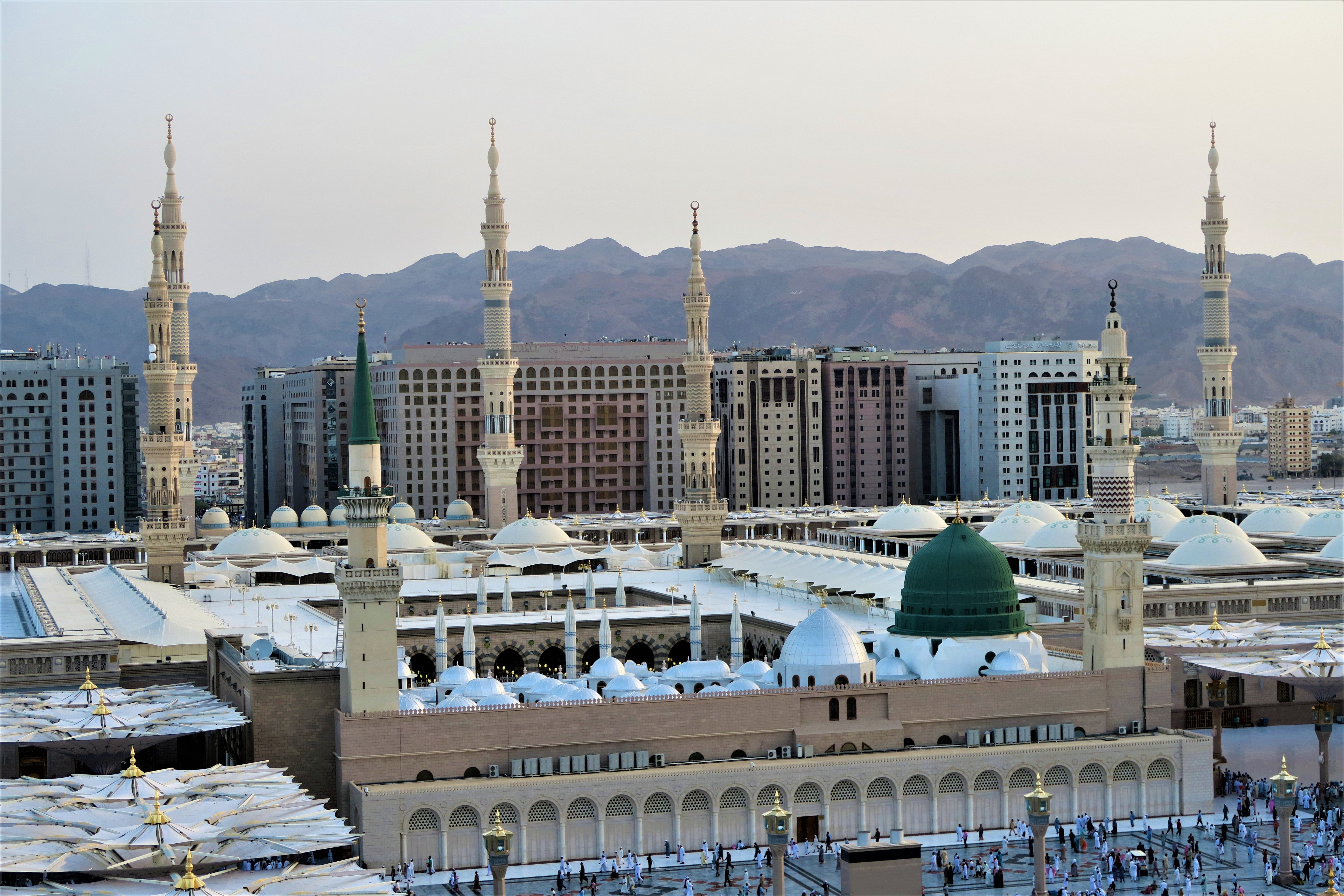
Al-Masjid an-Nabawi, lăng mộ Muhammad ở Medina, Ả Rập Saudi.

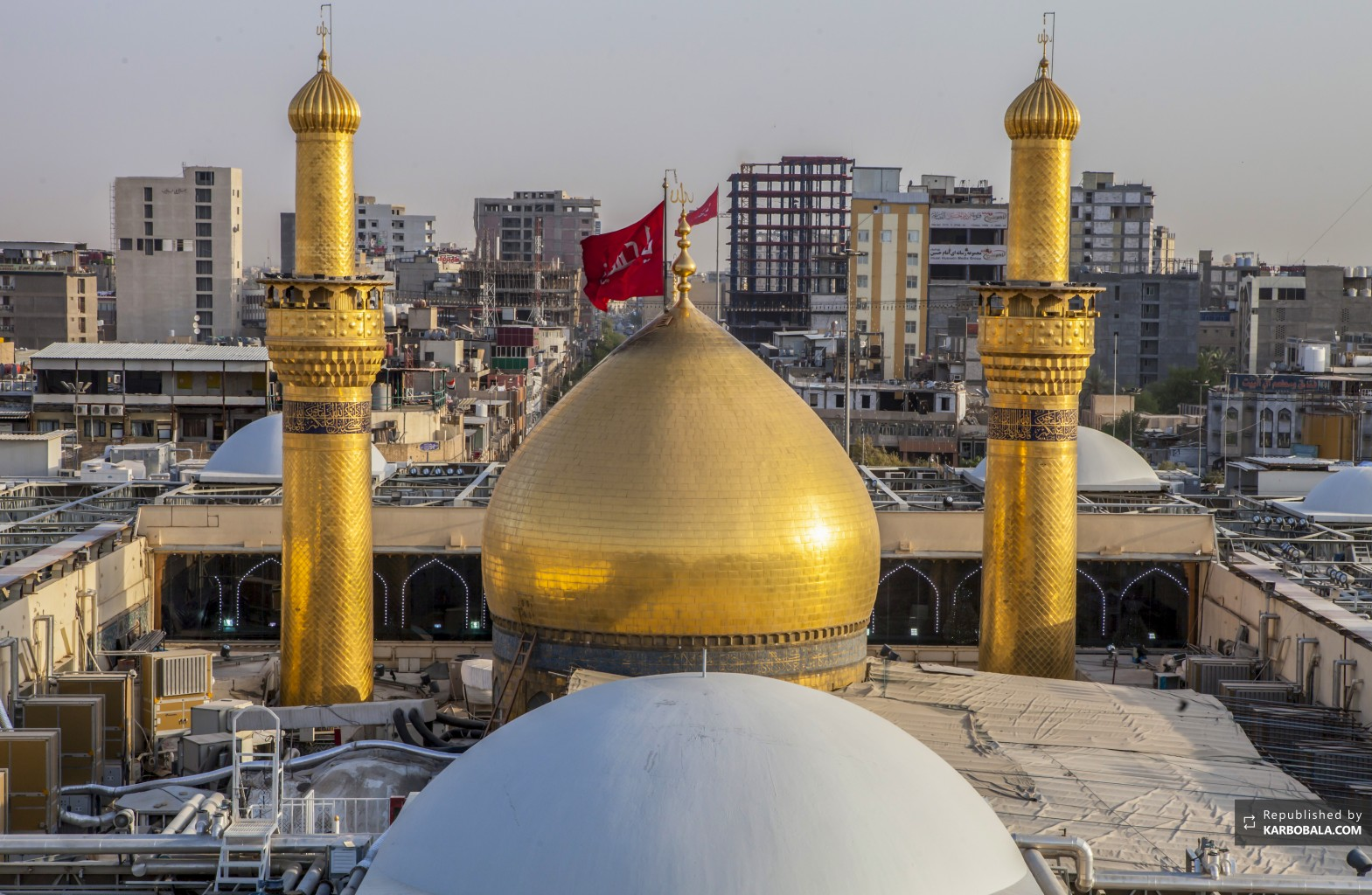
Lăng mộ của đền Imam Husayn ở Karbala, Iraq.

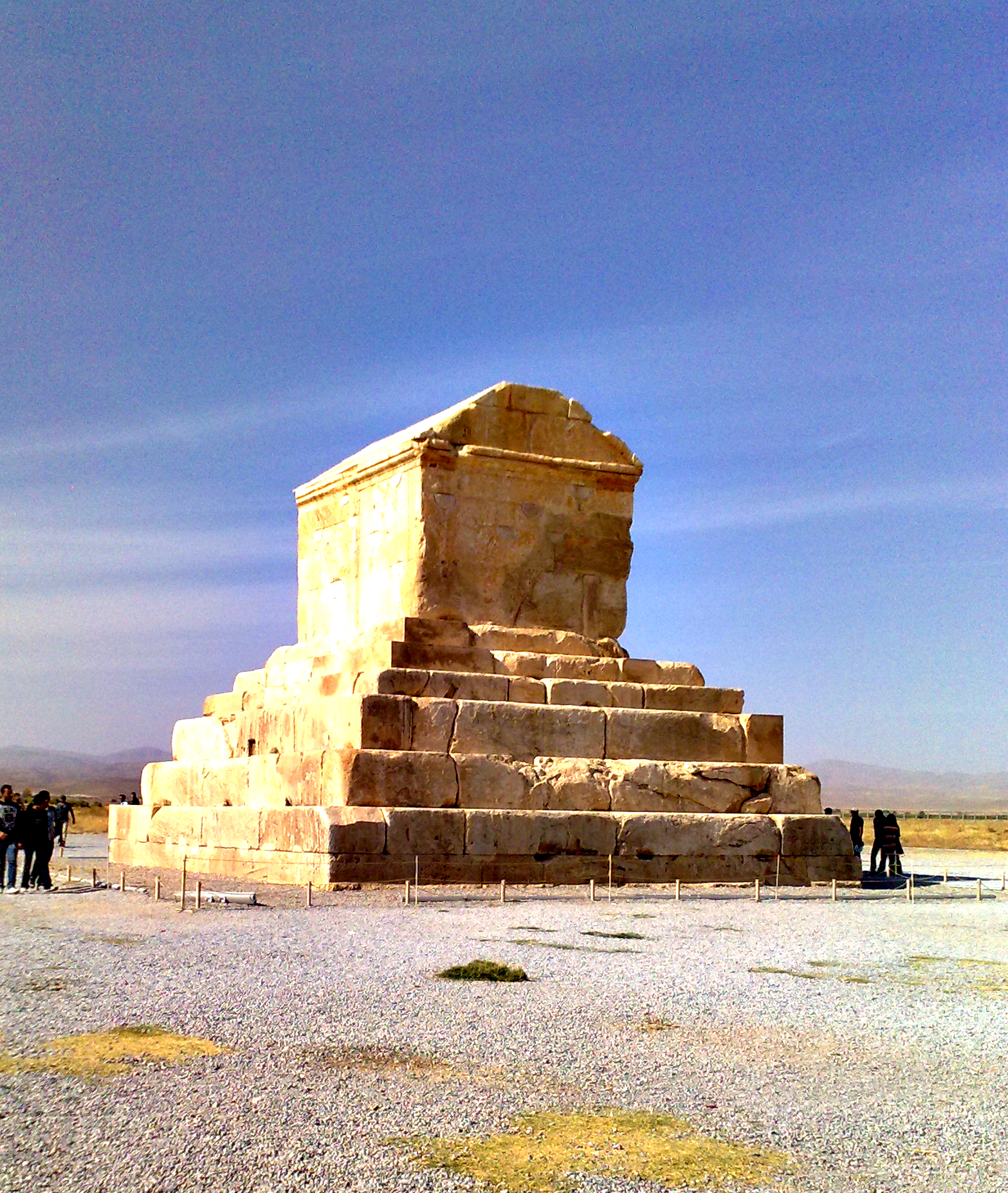
Lăng Cyrus Đại đế ở Pasargadae, Iran.

### châu Phi

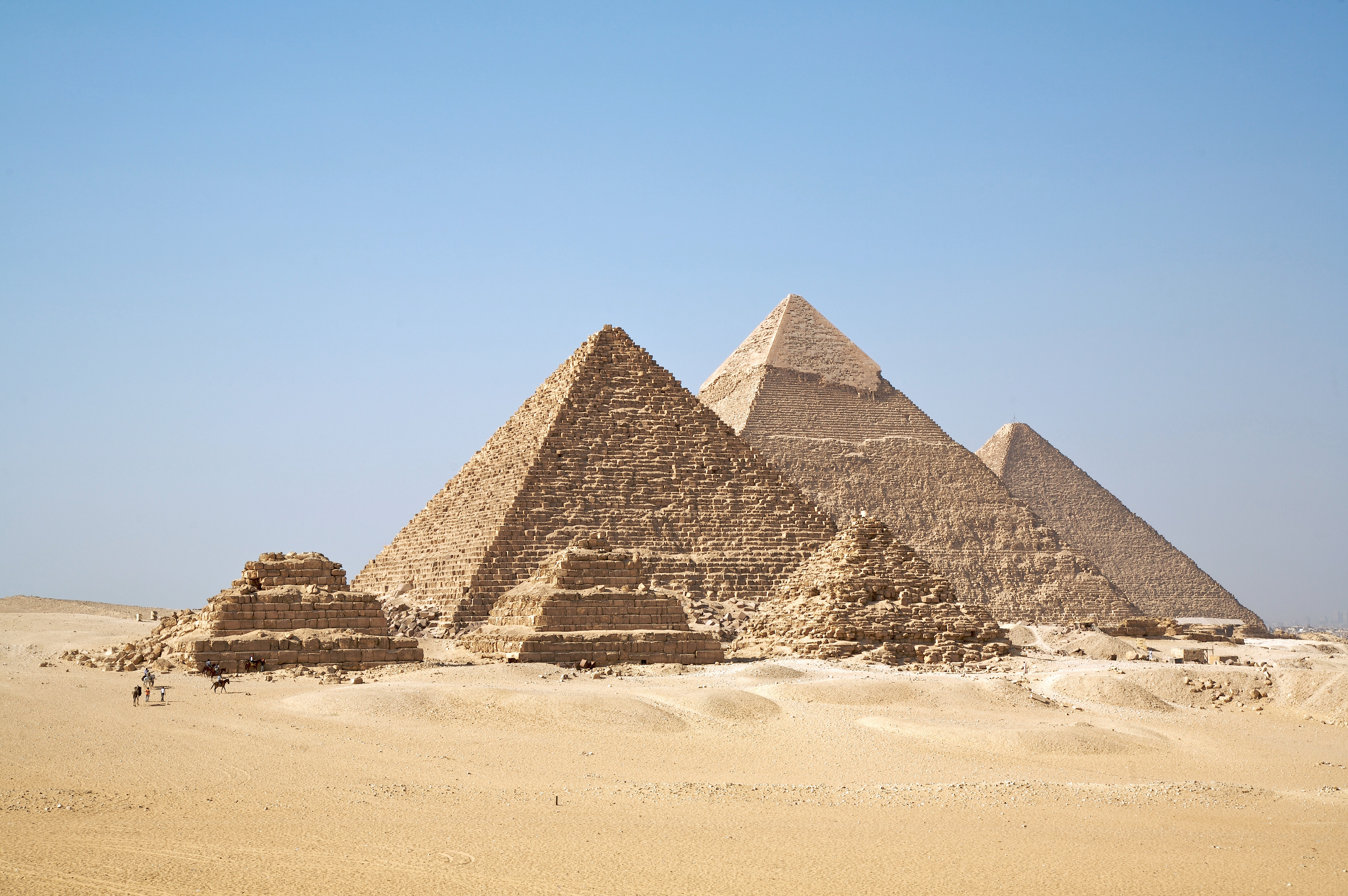
Kim tự tháp Ai Cập

- Kim tự tháp Ai Cập
- Lăng Mohammed V
- Mastaba
- Lăng Kwame Nkrumah

### châu Á
- Lăng Chủ tịch Hồ Chí Minh
- Nhà kỷ niệm Mao Chủ tịch, Bắc Kinh
- Cung kỷ niệm Kumsusan hay lăng Kim Il-sung, Bình Nhưỡng, Cộng hòa Dân chủ Nhân dân Triều Tiên
- Taj Mahal tại Agra, Ấn Độ
- Rozat Tahera tại Mumbai, Ấn Độ
- Lăng mộ Humayun tại Delhi, Ấn Độ
- Lăng mộ Tần Thủy Hoàng [4]
- Lăng Tôn Trung Sơn, Nam Kinh

### châu Âu

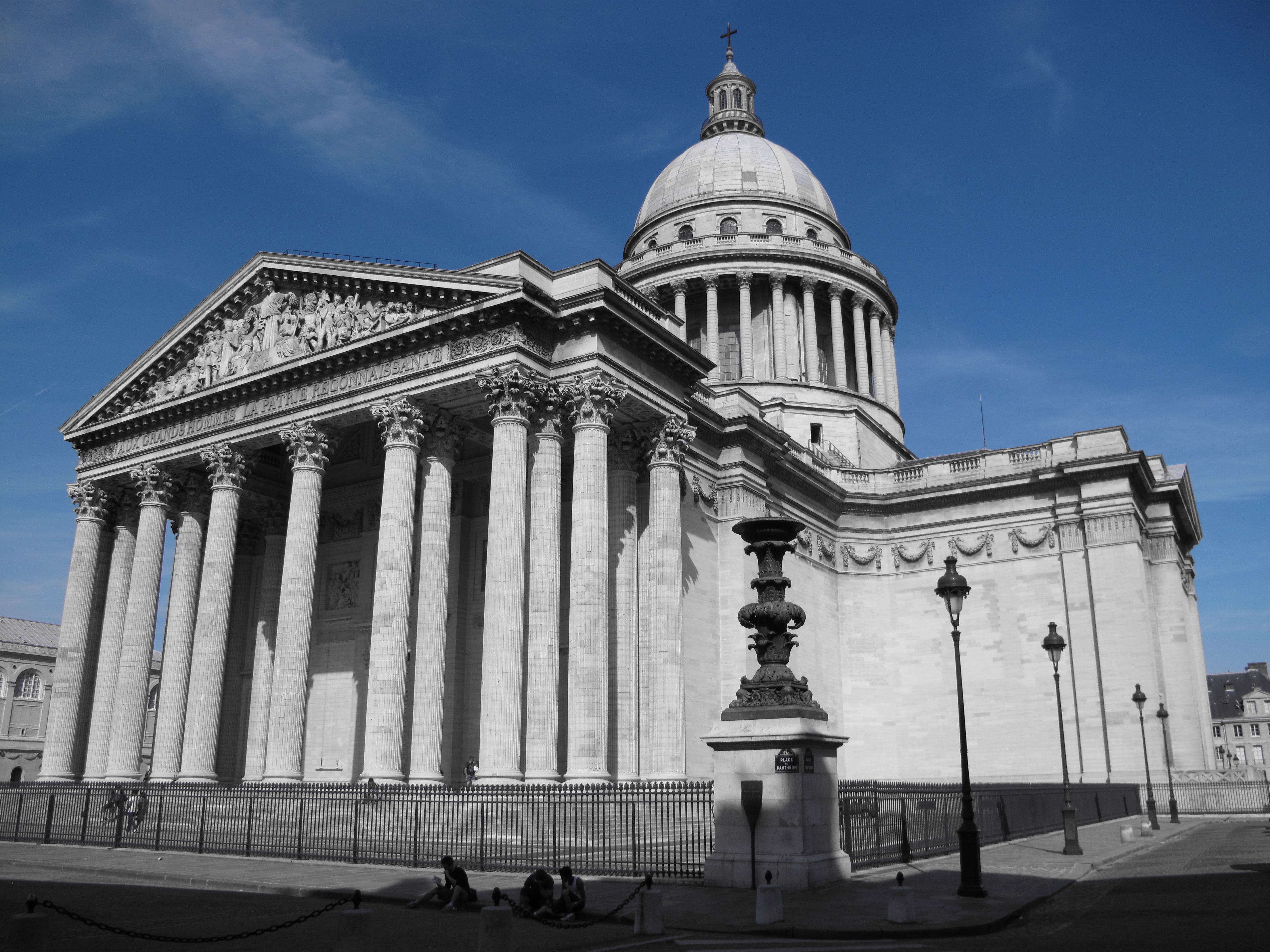
Panthéon ở Paris

- Lăng Lenin ở Moskva, Nga.
- Đền Pantheon ở Ý
- Điện Panthéon ở Pháp
- Điện Invalides ở Pháp

### Nam Mỹ
- Monumento a la Revolución
- Lăng Artigas
- Altar de la Patria

### Bắc Mỹ
- Lăng Tacoma, Tacoma, Washington